# Championnats du Monde Pokémon
Les Championnats du Monde Pokémon est un évènement d'Esport basé sur invitation, organisé par Play! Pokémon (en). L'évènement est tenu en août et les participants s'y affrontent sur les jeux de la franchise Pokémon, le Jeu de cartes à collectionner Pokémon, Pokémon Go, Pokémon Unite et Pokkén Tournament.
Les joueurs obtiennent une invitation à l'évènement grâce à des tournois de qualification et concourent pour des bourses, des prix et le titre de champion du monde.

## Histoire
Les Championnats du Monde Pokémon ont débuté avec le jeu de cartes à collectionner (JCC) en 2004. En 2009, Play! Pokémon (en) commença a organiser des tournois pour les jeux de la franchise Pokémon,. Les joueurs s'affrontent avec d'autres joueurs de leur catégorie d'âge (c'est-à-dire Junior, Senior et Masters) dans différents tournois de séléction, et la saison se termine par l'invitation des meilleurs joueurs à participer aux Championnats du monde Pokémon en août. Les tournois du VGC (Video Game Championships) se déroulent avec un jeu différent chaque année, principalement le dernier jeu Pokémon de la série principale.

## Localisation des Championnats du Monde Pokémon
| Année | Localisation                                  | Ville                                       | Pays                                        | Format                                      | Ref    |
| ----- | --------------------------------------------- | ------------------------------------------- | ------------------------------------------- | ------------------------------------------- | ------ |
| 2004  | Wyndham Palace Resort & Spa                   | Orlando, Floride                            | États-Unis                                  | N/A                                         |        |
| 2005  | Town and Country Resort and Convention Center | San Diego, Californie                       | États-Unis                                  | N/A                                         |        |
| 2006  | Hilton Anaheim                                | Anaheim, Californie                         | États-Unis                                  | N/A                                         |        |
| 2007  | Hilton Waikoloa Village                       | Waikoloa Village, Hawaii                    | États-Unis                                  | N/A                                         |        |
| 2008  | Hilton Orlando Lake Buena Vista               | Orlando, Floride                            | États-Unis                                  | Pokémon Diamant et Perle                    |        |
| 2009  | Hilton San Diego Bayfront                     | San Diego, Californie                       | États-Unis                                  | Pokémon Platine                             |        |
| 2010  | Hilton Waikoloa Village                       | Waikoloa Village, Hawaii                    | États-Unis                                  | Pokémon Or HeartGold et Argent SoulSilver   |        |
| 2011  | Hilton San Diego Bayfront                     | San Diego, Californie                       | États-Unis                                  | Pokémon Noir et Blanc                       |        |
| 2012  | Hilton Waikoloa Village                       | Waikoloa Village, Hawaii                    | États-Unis                                  | Pokémon Noir et Blanc                       |        |
| 2013  | Vancouver Convention Centre                   | Vancouver                                   | Canada                                      | Pokémon Noir 2 et Blanc 2                   | [ 3 ]  |
| 2014  | Walter E. Washington Convention Center        | Washington, D.C.                            | États-Unis                                  | Pokémon X et Y                              | [ 4 ]  |
| 2015  | Hynes Convention Center                       | Boston, Massachusetts                       | États-Unis                                  | Pokémon Rubis Oméga et Saphir Alpha         |        |
| 2016  | San Francisco Marriott Marquis                | San Francisco, Californie                   | États-Unis                                  | Pokémon Rubis Oméga et Saphir Alpha         | [ 5 ]  |
| 2017  | Anaheim Convention Center                     | Anaheim, Californie                         | États-Unis                                  | Pokémon Soleil et Lune                      |        |
| 2018  | Music City Center                             | Nashville, Tennessee                        | États-Unis                                  | Pokémon Ultra-Soleil et Ultra-Lune          | [ 6 ]  |
| 2019  | Walter E. Washington Convention Center        | Washington, D.C.                            | États-Unis                                  | Pokémon Ultra-Soleil et Ultra-Lune          | [ 7 ]  |
| 2020  | Annulé en raison de la Pandémie du Covid-19   | Annulé en raison de la Pandémie du Covid-19 | Annulé en raison de la Pandémie du Covid-19 | Annulé en raison de la Pandémie du Covid-19 | ,      |
| 2021  | Annulé en raison de la Pandémie du Covid-19   | Annulé en raison de la Pandémie du Covid-19 | Annulé en raison de la Pandémie du Covid-19 | Annulé en raison de la Pandémie du Covid-19 | [ 11 ] |
| 2022  | ExCeL London                                  | Londres, Angleterre                         | Royaume-Uni                                 | Pokémon Épée et Bouclier                    | [ 12 ] |
| 2023  | Pacifico Yokohama                             | Yokohama, Kanagawa                          | Japon                                       | Pokémon Écarlate et Violet                  | ,      |
| 2024  | Palais des congrès de Hawaï                   | Honolulu, Hawaii                            | États-Unis                                  | Pokémon Écarlate et Violet                  | [ 15 ] |
| 2025  | Anaheim Convention Center                     | Anaheim, Californie                         | États-Unis                                  | Pokémon Écarlate et Violet                  | [ 16 ] |

## Liste des champions du monde

### Jeu de cartes à collectionner Pokémon (JCC)
| Année | Juniors (-13)    | Seniors (13-16)    | Masters (17+)      | Ref.   |
| ----- | ---------------- | ------------------ | ------------------ | ------ |
| 2004  | Hayato Sato      | Takuya Yoneda      | Tsuguyoshi Yamato  |        |
| 2005  | Curran Hill      | Stuart Benson      | Jeremy Maron       |        |
| 2006  | Hiroki Yano      | Miska Saari        | Jason Klaczynski   |        |
| 2007  | Jun Hasebe       | Jeremy Scharff-Kim | Tom Roos           |        |
| 2008  | Tristan Robinson | Dylan Lefavour     | Jason Klaczynski   |        |
| 2009  | Tsubasa Nakamura | Takuto Itagaki     | Stephen Silvestro  | [ 17 ] |
| 2010  | Yuka Furusawa    | Jacob Lesage       | Yuta Komatsuda     | [ 18 ] |
| 2011  | Gustavo Wada     | Christopher Kan    | David Cohen        | [ 19 ] |
| 2012  | Shuto Itagaki    | Chase Moloney      | Igor Costa         | [ 20 ] |
| 2013  | Ondřej Kujal     | Kaiwen Cabbabe     | Jason Klaczynski   | [ 21 ] |
| 2014  | Haruto Kobayashi | Trent Orndorff     | Andrew Estrada     | [ 22 ] |
| 2015  | Rowan Stavenow   | Patrick Martinez   | Jacob Van Wagner   | [ 23 ] |
| 2016  | Shunto Sadahiro  | Jesper Eriksen     | Shintaro Ito       | [ 24 ] |
| 2017  | Tobias Strømdahl | Zachary Bokhari    | Diego Cassiraga    | [ 25 ] |
| 2018  | Naohito Inoue    | Magnus Pedersen    | Robin Schulz       | [ 26 ] |
| 2019  | Haruki Miyamoto  | Kaya Lichtleitner  | Henry Brand        | [ 27 ] |
| 2022  | Rikuto Ohashi    | Liam Halliburton   | Ondřej Škubal      | [ 28 ] |
| 2023  | Shao Tong Yen    | Gabriel Fernandez  | Vance Kelley       |        |
| 2024  | Sakuya Ota       | Evan Pavelski      | Fernando Cifuentes | [ 29 ] |

### Championnats des jeux vidéo (VGC)
| Année | Juniors (-13)   | Seniors (13-16)   | Masters (17+)    |
| ----- | --------------- | ----------------- | ---------------- |
| 2009  | Jeremiah Fan    | Kazuyuki Tsuji    | N/A              |
| 2010  | Shota Yamamoto  | Ray Rizzo         | N/A              |
| 2011  | Brian Hough     | Kamran Jahadi     | Ray Rizzo        |
| 2012  | Abram Burrows   | Toler Webb        | Ray Rizzo        |
| 2013  | Brendan Zheng   | Hayden McTavish   | Arash Ommati     |
| 2014  | Kota Yamamoto   | Nikolai Zielinski | Se-jun Park (en) |
| 2015  | Kotone Yasue    | Mark McQuillan    | Shoma Honami     |
| 2016  | Cory Connor     | Carson Confer     | Wolfe Glick (en) |
| 2017  | Nicholas Kan    | Hong Juyoung      | Ryota Otsubo     |
| 2018  | Wonn Lee        | James Evans       | Paul Ruiz        |
| 2019  | Pi Wu           | Ko Tsukide        | Naoto Mizobuchi  |
| 2022  | Kosaku Miyamoto | Yasuharu Shimizu  | Eduardo Cunha    |
| 2023  | Sora Ebisawa    | Tomoya Ogawa      | Shohei Kimura    |
| 2024  | Kevin Han       | Ray Yamanaka      | Luca Ceribelli   |